# Політика жорсткої економії
Політика жорсткої економії (також політика економії, політика суворої економії) — один з різновидів бюджетної політики державного апарату країни, яка переживає важкий в фінансово-економічному відношенні час (кризу, рецесію, депресію). Подібний курс, як правило, є відповіддю на ряд негативних явищ в економіці, викликаних кризою перевиробництва (наприклад, політика жорсткої економії в Румунії 1980-х років), а також кризою перекредитування, дефіцитів бюджету та/або операцій за поточними рахунками (наприклад, Європейська боргова криза після 2008 року).
Політика жорсткої економії виражається в першу чергу в урізанні зарплат і соцпакетів працівників бюджетної сфери, скороченні пенсії та інших соціально орієнтованих програм при паралельному збільшенні податкових зборів. В сучасній економіці вільного споживання політика жорсткої економії в цілому визнана неефективним засобом боротьби з кризовими явищами, так як вона фактично вводить економіку країни в стан постійної «дефляційної спіралі». Однак, часто виходячи з політичних, а не фінансово-економічних міркувань, політика жорсткої економії продовжує застосовуватися, а іноді і нав'язуватися країнам, що втратили контроль над своїми фінансами. Основною мотивацією в таких випадках є прагнення знизити дефіцит бюджету країни, а також зберегти, як в ЄС, єдину європейську валюту євро як символу єдності ряду країн Європи. При цьому політика жорсткої економії може поєднуватися і з іншими «каральними» заходами, наприклад, часткова експропріація індивідуальних банківських вкладів державою (наприклад, заморожуванням банківських рахунків, обмеженнями на вивезення капіталу та іншого, як це було під час фінансової кризи в Республіці Кіпр (2012—2013)).
У випадках, коли за політикою економії стоять певні політичні кола, можливе зростання антиурядових настроїв, часто спрямованих не тільки проти певного кола політиків, а й проти тих держав, до яких вони належать (наприклад, зростання антинімецьких настроїв в Греції та на Кіпрі).
Політика суворої економії супроводжується масовими протестами, але незважаючи на це, в 2013 році, ряд урядів країн Єврозони продовжував або продовжує дотримуватися даного курсу внутрішньої політики (Іспанія, Греція, Кіпр, Португалія).